# Mungyeong
Mungyeong (Mungyeong-si; 문경시; 聞慶市), è una città della provincia sudcoreana del Nord Gyeongsang.
La città di Mungyeong è stata creata dopo l'unione della città di Jeomchon e della contea rurale di Mungyeong avvenuta nel 1995. Oggi è un complesso urbano-rurale simile ad altre 53 città di piccole e medie dimensioni con una popolazione inferiore ai 300 000 abitanti in Corea del Sud.
Il governo locale, l'economia e le reti di trasporto sono tutti incentrati a Jeomchon, il centro abitato principale. Mungyeong ha una lunga storia ed è oggi conosciuta per le sue attrazioni turistiche storico-paesaggistiche. Il nome della città significa approssimativamente "sentire buone notizie". In tempi recenti, lo sviluppo economico è divenuto stagnante a causa il declino dell'industria del carbone. Dagli anni novanta del XX secolo, la percentuale di persone impiegate nel turismo attraverso il passo di Mungyeong Saejae è gradualmente aumentata.

## Demografia
La popolazione di Mungyeong è in continua diminuzione: sempre più persone si trasferiscono nei grandi centri urbani come Taegu e Seul. Sebbene la città stia complessivamente perdendo abitanti, continua a registrarsi una notevole espansione edilizia nel centro urbano di Jeomchon.
| Anno | Abitanti |
| ---- | -------- |
| 1975 | 161 095  |
| 1980 | 147 242  |
| 1985 | 139 731  |
| 1990 | 119 416  |
| 1995 | 92 239   |
| 2000 | 90 846   |
| 2005 | 70 926   |
| 2010 | 69 021   |
| 2013 | 75 664   |
| 2017 | 73 294   |

La maggioranza degli abitanti di Mungyeong (circa il 99,7%) è di etnia coreana.  Molti di loro provengono da famiglie con profonde radici nella zona.

## Sport
Ha ospitato i VI Giochi mondiali militari dal 2 all'11 ottobre 2015.